# Sormery
Sormery és un municipi francès, situat al departament del Yonne i a la regió de Borgonya - Franc Comtat. L'any 2007 tenia 383 habitants.

## Demografia

### Població
El 2007 la població de fet de Sormery era de 383 persones. Hi havia 168 famílies, de les quals 52 eren unipersonals (12 homes vivint sols i 40 dones vivint soles), 64 parelles sense fills, 32 parelles amb fills i 20 famílies monoparentals amb fills.
La població ha evolucionat segons el següent gràfic:
Habitants censats

### Habitatges
El 2007 hi havia 297 habitatges, 173 eren l'habitatge principal de la família, 92 eren segones residències i 32 estaven desocupats. 292 eren cases i 3 eren apartaments. Dels 173 habitatges principals, 156 estaven ocupats pels seus propietaris, 16 estaven llogats i ocupats pels llogaters i 1 estava cedit a títol gratuït; 2 tenien una cambra, 8 en tenien dues, 22 en tenien tres, 47 en tenien quatre i 94 en tenien cinc o més. 145 habitatges disposaven pel capbaix d'una plaça de pàrquing. A 87 habitatges hi havia un automòbil i a 69 n'hi havia dos o més.

### Piràmide de població
La piràmide de població per edats i sexe el 2009 era:
| Homes | Edats   | Dones |
| ----- | ------- | ----- |
| 0     | 95 o +  | 1     |
| 0     | 90 a 94 | 2     |
| 2     | 85 a 89 | 6     |
| 2     | 80 a 84 | 3     |
| 7     | 75 a 79 | 13    |
| 9     | 70 a 74 | 12    |
| 9     | 65 a 69 | 10    |
| 7     | 60 a 64 | 12    |
| 5     | 55 a 59 | 9     |
| 15    | 50 a 54 | 7     |
| 16    | 45 a 49 | 15    |
| 10    | 40 a 44 | 16    |
| 13    | 35 a 39 | 7     |
| 15    | 30 a 34 | 11    |
| 9     | 25 a 29 | 10    |
| 11    | 20 a 24 | 6     |
| 14    | 15 a 19 | 13    |
| 7     | 10 a 14 | 15    |
| 8     | 5 a 9   | 6     |
| 7     | 0 a 4   | 9     |

## Economia
El 2007 la població en edat de treballar era de 233 persones, 179 eren actives i 54 eren inactives. De les 179 persones actives 154 estaven ocupades (85 homes i 69 dones) i 23 estaven aturades (6 homes i 17 dones). De les 54 persones inactives 30 estaven jubilades, 8 estaven estudiant i 16 estaven classificades com a «altres inactius».

### Ingressos
El 2009 a Sormery hi havia 172 unitats fiscals que integraven 399,5 persones, la mediana anual d'ingressos fiscals per persona era de 16.435 €.

### Activitats econòmiques
Dels 13 establiments que hi havia el 2007, 1 era d'una empresa de fabricació d'altres productes industrials, 6 d'empreses de construcció, 3 d'empreses de comerç i reparació d'automòbils, 2 d'empreses d'hostatgeria i restauració i 1 d'una empresa de serveis.
Dels 6 establiments de servei als particulars que hi havia el 2009, 1 era un taller de reparació d'automòbils i de material agrícola, 1 paleta, 2 guixaires pintors, 1 fusteria i 1 lampisteria.
L'únic establiment comercial que hi havia el 2009 era una botiga de menys de 120 m².
L'any 2000 a Sormery hi havia 24 explotacions agrícoles que ocupaven un total de 2.000 hectàrees.

## Equipaments sanitaris i escolars
El 2009 hi havia una escola elemental.

## Poblacions més properes
El següent diagrama mostra les poblacions més properes.